# جرانیتی
جرانیتی (به ایتالیایی: Graniti) یک کومونه در ایتالیا است که در استان مسینا واقع شده‌است.

## خصوصیات
جرانیتی ۱۰٫۰ کیلومترمربع مساحت و ۱٬۵۵۰ نفر جمعیت دارد و ۳۵۰ متر بالاتر از سطح دریا واقع شده‌است.